# Нова Весь (Монецький повіт)
Нова Весь (пол. Nowa Wieś) — село в Польщі, у гміні Тшцянне Монецького повіту Підляського воєводства.
Населення — 519 осіб (2011).
У 1975-1998 роках село належало до Ломжинського воєводства.

## Демографія
Демографічна структура станом на 31 березня 2011 року:
|          | Загалом | Допрацездатний вік | Працездатний вік | Постпрацездатний вік |
| -------- | ------- | ------------------ | ---------------- | -------------------- |
| Чоловіки | 267     | 51                 | 163              | 53                   |
| Жінки    | 252     | 47                 | 117              | 88                   |
| Разом    | 519     | 98                 | 280              | 141                  |